# 卡勒韋縣 (密蘇里州)
卡勒韋县（英語：Callaway County）是美國密蘇里州中部的一個縣，南界密蘇里河。面積2,194平方公里。根據美國2000年人口普查，共有人口40,766人。縣治富爾頓（Fulton）。
成立於1820年11月25日。縣名紀念丹尼爾·布恩之外孫、在與印地安人作戰時被殺的詹姆斯·卡勒韋。